# 後藤田圭博
後藤田 圭博（ごとうだ よしひろ、1938年〈昭和13年〉 - 2009年〈平成21年〉4月9日）は、日本の医師。 医療法人社団東山会理事長を務めた。
内務官僚出身で警察庁長官や官房長官などを歴任した後藤田正晴は叔父、次男は徳島県知事・元衆議院議員の後藤田正純で、正純の妻は女優の水野真紀である。

## 生涯
1938年（昭和13年）、医師・医学博士で東山村長・徳島県議会議員を歴任した後藤田耕平の子として現在の徳島県吉野川市に生まれる。
1963年（昭和38年）、東京大学医学部を卒業した。1964年（昭和39年）、医師免許取得。1965年（昭和40年）、癌研究所入所(消化器外科)。1970年（昭和45年）、東京大学病院文部教官助手。1972年（昭和47年）、結核研究所入所。1974年（昭和49年）、中島病院外科部長。
1982年（昭和57年）、調布東山病院を開設した。1989年（平成元年）、医療法人社団東山会理事長に就任した。
2009年（平成21年）4月9日、心不全のため、70歳で死去した。5月13日、病院葬が青山葬儀所で執り行われた。

## 系譜
- 父：後藤田耕平
- 妻
  - 長男：後藤田卓志 - がん研究会有明病院上部消化管内科部長
  - 長女：小川聡子[2][3] - 医療法人社団東山会理事長
  - 次男：後藤田正純